# 小西通雄
小西 通雄（こにし みちお、1930年1月1日 - ）は、日本の映画監督・演出家。岡山県備前市出身。東映製作の作品を中心に、数多くの映像作品に携わった。

## 来歴
旧制岡山二中に在学中陸軍航空士官学校に合格、軍事教練では「秀」の好成績を収めていた。その後岡山空襲での被災を経て終戦を迎える。
1954年3月、1年間の留年（しかも大手広告代理店に一度就職する）を経て、同志社大学文学部社会学科新聞学専攻を卒業。大学の同級生には、後に自身が演出する 『アイフル大作戦』『バーディー大作戦』『Gメン'75』にレギュラー出演していた藤木悠がいた。
当初は新聞記者を志したが、映画好きもあって（きっかけは黒澤明監督作品『酔いどれ天使』だという）東映を受験し、1954年4月に東映に入社。東京撮影所製作課助監督となる。（定期採用3期）同期には東映会長であった高岩淡が、1期先輩には深作欣二がいた。当初京都撮影所に配属が決定していたが、大学も京都であった為東京撮影所を熱望し希望が叶ったという。
助監督時代は今井正、小澤茂弘、松田定次、渡辺邦男などに師事し、1962年8月に監督に昇進。初監督作品は、高倉健、佐久間良子主演の『東京丸の内』である。1968年4月に専属契約監督となる。その後はテレビドラマの演出に主軸を移し、『キイハンター』から『Gメン'75』までのTBS系土曜夜9時の東映製作による集団アクションドラマ等数々の人気ドラマの監督を務めた。また80年代頃からは『スーパー戦隊シリーズ』や『メタルヒーローシリーズ』等の特撮作品を多く手がけ、1994年の『ブルースワット』の44話「虫歯の電脳戦士」を最後に事実上の引退を果たすまで、東映特撮演出陣の主力として活躍した。

### 引退後
1995年4月に倉敷芸術科学大学芸術学部美術学科教授に就任。2005年には第60回 国民体育大会岡山準備委員会式典専門委員会副委員長となる。岡山県岡山市に在住し、毎週水曜に放送されるNHK岡山「きびきびワイド505」にシネマ博士として出演し、映画解説を担当。放送禁止用語を連発するなどのハプニングがあるものの、同番組の人気コーナーになった。倉敷チボリ公園内に存在するチボリセンター美術研究所所長に就任（同公園は2008年12月末に閉園）、このほか地元岡山を中心として、講演活動や地域振興活動等に多数参加している。

## 人物
業界では「先生（シェンシェイ）」というニックネームで呼ばれる。監督時代には「名物監督」として名を轟かせており、未だに東映内では数多くのエピソードが語り継がれている。
手掛けた作品のうち『大空港』『爆走!ドーベルマン刑事』『ザ・ハングマンシリーズ』はいずれも黒沢年雄（当時は黒沢年男）の出演作であるが、実際に黒沢から指名されて携わったものである。
また珈琲党で下戸という一面を持つ。かつてはヘビースモーカーであったらしいが、帰岡前に禁煙した。
杉村升と親しく、監督を務めた『星雲仮面マシンマン』では吉川進に杉村を紹介し、杉村は同作を執筆。以降、杉村は東映特撮作品の中心的ライターとなり、10年以上携わり続けることになった。
メタルヒーローシリーズは第2作『宇宙刑事シャリバン』から第13作『ブルースワット』まで第7作『世界忍者戦ジライヤ』を除いて監督をした。

### 『Gメン'75』
- 役者の目線のところで、役者と同じ顔をしながら演出する[1]。
- ドアを開ける「ガチャ」という音を、自ら入れてしまったことがある[1]。
- 若林豪は「毎日、今日が撮影の山場でございます。よろしくお願いします。と言って、何かと思えば車の走りだったりしたことから、『小西山岳隊』と呼ばれていた」、と回想している[3]。
- 倉田保昭は、「香港空手シリーズを監督していたら、ヤン・スーはびっくりするんじゃないかな、と思うくらいの人」、と述懐している[4]。

## 主な担当作品

### 助監督
- 米（1957年）

- あれが港の灯だ（1961年）
- 風来坊探偵シリーズ（1961年）
  - 風来坊探偵 赤い谷の惨劇
  - 風来坊探偵 岬を渡る黒い風
- 海軍（1963年）
- 多羅尾伴内　七つの顔の男だぜ
- ヒマラヤ無宿　心臓破りの野郎ども

### 監督

#### 映画
- 東京丸の内
- 警視庁物語・自供
- 警視庁物語・行方不明
- 赤いダイヤ
- 悪魔のようなすてきな奴
- 続・おんな番外地
- 可愛いくて凄い女
- 盛り場ブルース
- ㊙女子大生 妊娠中絶
- 仮面ライダーBLACK 鬼ヶ島へ急行せよ
- 機動刑事ジバン
- 特捜ロボジャンパーソン

#### テレビドラマ
- ザ・ガードマン
- 馬喰一代[5]
- 刑事さん
- ローンウルフ 一匹狼
- キイハンター
- 特命捜査室
- アイフル大作戦
- バーディー大作戦
- ザ・ボディーガード
- 江戸特捜指令
- プレイガールQ
- ザ・スーパーガール
- 刑事くん
- Gメン'75
- Gメン'82
- 大空港
- 鉄道公安官
- 爆走!ドーベルマン刑事
- 裸の街
- 新幹線公安官
- ザ・ハングマンシリーズ（松竹芸能・朝日放送）
  - ザ・ハングマン
  - ザ・ハングマンII
  - 新ハングマン
- ザ・サスペンス / 遠きに目ありて -未亡人殺人事件-（1982年、TBS）
- 金曜女のドラマスペシャル / 足の裏（1984年、フジテレビ）
- 大都会25時
- ジャイアントロボ（東映・NET）
- 5年3組魔法組（東映・NET→テレビ朝日）
- 宇宙鉄人キョーダイン（1976年、東映・毎日放送）
- スーパー戦隊シリーズ（東映・テレビ朝日）
  - 秘密戦隊ゴレンジャー（1975年‐77年）
  - 大戦隊ゴーグルファイブ（1982年‐83年）
- メタルヒーローシリーズ（東映・テレビ朝日）
  - 宇宙刑事シャリバン（1983年‐84年）
  - 宇宙刑事シャイダー（1984年‐85年）
  - 巨獣特捜ジャスピオン（1985年‐86年）
  - 時空戦士スピルバン（1986年‐87年）
  - 超人機メタルダー（1987年‐88年）
  - 機動刑事ジバン（1989年‐90年）
  - 特警ウインスペクター（1990年‐91年）
  - 特救指令ソルブレイン（1991年‐92年）
  - 特捜エクシードラフト（1992年‐93年）
  - 特捜ロボジャンパーソン（1993年‐94年）
  - ブルースワット（1994年‐95年）
- 快傑ズバット（1977年、東映・東京12チャンネル）
- 仮面ライダースーパー1（1980年－1981年、東映・毎日放送）
- 星雲仮面マシンマン（1984年、東映・日本テレビ）
- スケバン刑事（1985年、東映・フジテレビ）
- もりもりぼっくん（1986年、東映・フジテレビ）
- 仮面ライダーBLACK（1987年‐88年、東映・毎日放送）
- じゃあまん探偵団 魔隣組（1988年、東映・フジテレビ）